# Rivière des Bois
La rivière des Bois est un affluent de la rivière Fraser, coulant dans les municipalités de Belleterre et de Latulipe-et-Gaboury, dans la municipalité régionale de comté (MRC) de Témiscamingue, dans la région administrative de l’Abitibi-Témiscamingue, au Québec, au Canada.
La rivière des Bois coule en territoire forestier et agricole. La foresterie et l’agriculture constituent les principales activités économiques de ce bassin versant ; les activités récréotouristiques, en second.
Annuellement, la surface de la rivière est habituellement gelée de la mi-novembre à la mi-avril, toutefois la circulation sécuritaire sur la glace se fait généralement de la mi-décembre à la fin mars.

## Géographie
La rivière des Bois prend sa source à l’embouchure du lac en Cœur (longueur : 1,8 km ; largeur : 1,0 km ; altitude : 304 m) dans la municipalité de Belleterre.
L’embouchure du lac en Cœur est localisée à :
- 8,9 km au sud-est de l’embouchure de la rivière des Bois ;
- 37,9 km au nord-est du lac Témiscamingue (soit au nord de Saint-Édouard-de-Fabre) ;
- 33,9 km au sud-est de l’embouchure du lac des Quinze (Barrage des Quinze) sur la rivière des Outaouais ;
- 13,6 km au sud-est du centre du village de Latulipe-et-Gaboury ;
- 25,7 km au sud-est du lac Simard.

Les principaux bassins versants voisins de la rivière des Bois sont :
- côté nord : lac des Quinze, lac Grassy, rivière des Outaouais ;
- côté est : rivière Fraser, rivière Blondeau, rivière aux Sables, rivière Guillet ;
- côté sud : rivière des Lacs, lac Ostaboningue, rivière Saint-Amand, rivière Laverlochère, lac Kipawa, rivière des Outaouais ;
- côté ouest : rivière Laverlochère, rivière à la Loutre, lac Témiscamingue.

À partir de l’embouchure du lac en Cœur (situé au sud-est du lac), la rivière des Bois coule sur 18,2 km selon les segments suivants :
- 1,6 km vers le sud notamment en traversant sur 0,8 km la partie est du lac aux Pins (longueur : 1,1 km ; altitude : 305 m), jusqu’à un coude de rivière ;
- 2,4 km vers le sud-ouest, puis le sud, notamment en traversant sur 0,3 km la partie nord du lac du Castor (longueur : 1,1 km ; altitude : 284 m), jusqu’à son embouchure ;
- 2,9 km vers le sud-ouest en traversant sur 0,5 km un petit lac non identifié (altitude : 281 m), jusqu’à la rive est du lac des Bois ;
- 4,2 km vers le nord, puis vers l'ouest, en traversant le lac aux Bois (altitude : 281 m) sur sa pleine longueur, jusqu’à un coude de rivière ;
- 2,3 km vers le nord-ouest, puis le sud-ouest, jusqu’à un ruisseau (venant du sud) ;
- 2,0 km vers le nord-ouest, jusqu’au ruisseau Lett (venant du nord-est) ;
- 2,8 km vers le nord-ouest, jusqu'à l’embouchure de la rivière[2].

La rivière des Bois se décharge sur la rive sud de la rivière Fraser laquelle coule vers le nord-ouest jusqu’à la rive est de la baie Gillies ; cette baie constitue une extension vers le sud du lac des Quinze lequel est traversé vers le sud-ouest, puis le nord-ouest, par la rivière des Outaouais.
Cette embouchure de la rivière des Bois est située à :
- 9,2 km au sud-est de l’embouchure de la rivière Fraser ;
- 25,8 km au sud-est du barrage des Quinze situé à l’embouchure du lac des Quinze ;
- 26,4 km au sud-ouest du lac Simard ;
- 5,6 km au sud-est du centre du village de Latulipe-et-Gaboury ;
- 32,7 km au nord-est du lac Témiscamingue (à la hauteur du village de Ville-Marie ;

## Toponymie
Le toponyme rivière des Bois a été officialisé le 5 décembre 1968 à la Commission de toponymie du Québec, soit à la création de cette commission.